# La Albuera
La Albuera è un comune spagnolo di 1 793 abitanti situato nella comunità autonoma dell'Estremadura, comarca Tierra de Badajoz.